# Крестовский, Всеволод Владимирович
Все́волод Влади́мирович Кресто́вский (11 [23] февраля 1839, село Малая Березянка, Киевская губерния — 18 [30] января 1895, Варшава) — русский писатель, сторонник натурализма, заметная фигура среди петербургских литераторов пореформенной эпохи, автор авантюрного романа «Петербургские трущобы», литературный критик; отец писательницы Марии Крестовской и скульптора Игоря Крестовского.

## Биография
Сын уланского офицера, выходца из польского дворянского рода. Учился в 1-й Санкт-Петербургской гимназии (1850—1857); под влиянием учителя словесности, переводчика и писателя В. И. Водовозова начал писать стихи и делать переводы. Учился на юридическом факультете Санкт-Петербургского университета (1857—1861).

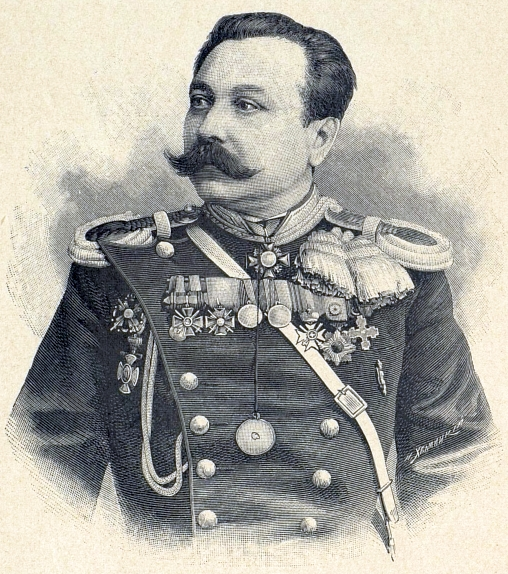
В. Крестовский в 1880 году

В 1857 году опубликовал первые произведения. Отличался общительностью, был одарённым рассказчиком и декламатором, музицировал и рисовал; стал завсегдатаем литературных кружков, познакомился с Д. И. Писаревым, А. А. Григорьевым, Ф. М. Достоевским, М. М. Достоевским и многими другими писателями. Участвовал в различных периодических изданиях.
Женился на актрисе Варваре Дмитриевне Гринёвой (1861). В 1865—1866 годах был членом-литератором комиссии по исследованию подземелий Варшавы, путешествовал по Волге (1867).
В 1868 году вступил юнкером в 14-й уланский Ямбургский полк, расквартированный в Гродно. В 1869 году выдержал экзамен при Тверском кавалерийском юнкерском училище и был произведён в офицеры. В 1870 году ему было поручено составление истории Ямбургского уланского полка, и он был прикомандирован к главному штабу на 2 года для собирания материалов. В 1873 году выпустил «Историю 14-го уланского Ямбургского полка». Книга была представлена шефу полка — Великой княжне Марии Александровне, будущей герцогине Эдинбургской, и автор в награду был переведён тем же чином (поручика) в лейб-гвардии Уланский Его Вел. полк.
По предложению Александра II составил «Историю л.-гв. Уланского Его Величества полка» (1876). В качестве журналиста, прикомандированного правительством к штабу действующей армии, принимал участие в русско-турецкой войне 1877—1878. В 1880—1881 годах секретарь при начальнике Тихоокеанской эскадры, с 1882 года чиновник особых поручений при туркестанском генерал-губернаторе М. Г. Черняеве, в 1884 году был причислен к Министерству внутренних дел. Полковник с 24 апреля 1888 года. С 1892 года до конца жизни был редактором газеты «Варшавский дневник».
Умер в Варшаве, был похоронен на Никольском кладбище Александро-Невской лавры, затем перезахоронен на Литераторских мостках.

## Литературная деятельность
В 1857 в журнале «Общезанимательный вестник» опубликовал перевод оды Горация, рассказ в стихах «Офицерша», рассказ «Переписка двух уездных барышень». Очерк «Сплошь да рядом» и стихи поместил в журнале «Искра» (1859, 1861). Стихи, повести и рассказы, критические статьи печатал в журналах «Время» (1861), «Светоч» (1861), «Русское слово» (1861—1862).

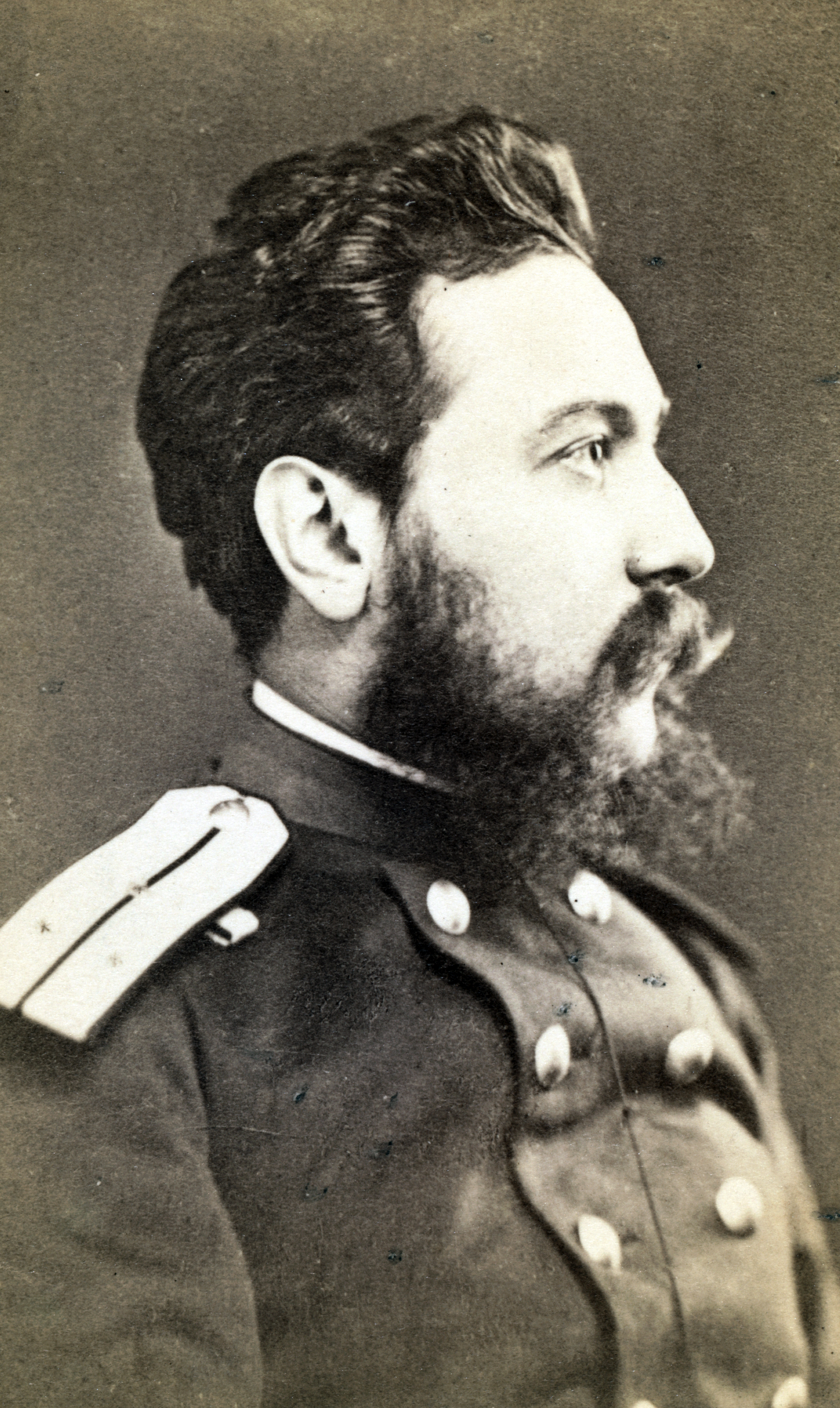
Поручик В. В. Крестовский, 1870-е

Писал фельетоны для журнала «Модный магазин» (1862—1864) и газеты «Петербургский листок» (1864—1865), участвовал в журналах «Заноза» и «Оса» (1863), позднее очерки военного быта помещал в журналах «Заря», «Русский мир», «Нива», «Кругозор», «Всемирная иллюстрация». Во время русско-турецкой войны 1877—1878 редактировал газету «Военно-летучий листок», писал корреспонденции для газеты «Правительственный вестник» и очерки для журнала «Русский вестник». Позднее очерки о Дальнем Востоке, Японии, Китае, Туркестане печатал в «Русском вестнике», выступал также в «Историческом вестнике», писал передовые статьи в газете «Свет» (1885—1892).
Выпустил сборник стихов «Стихи» (тт. 1—2, Санкт-Петербург, 1862), принятый критикой неодобрительно. Некоторые стихотворения Крестовского стали популярными городскими романсами («Под душистою ветвью сирени», «Прости, на вечную разлуку»), баллада «Ванька-ключник» — известной народной песней. Переводил стихотворные произведения Анакреона, Алкея, Горация, Сапфо, римские элегии И. В. Гёте, стихи Г. Гейне, Т. Г. Шевченко. Кроме того, стихотворения Крестовского «Владимирка» и «Полоса», часто приписываемые Н. А. Некрасову, — получили в народе статус революционных песен. (См. Стихи В. В. Крестовского, в том числе «Владимирка» и «Полоса»)
Автор либретто оперы Н. А. Римского-Корсакова «Псковитянка» по одноимённой драме Л. А. Мея и оперы «Наташа, или Волжские разбойники» с музыкой К. П. Вильбоа.
Прозаические произведения в жанре физиологического очерка издал в трёх книгах «Петербургские типы», «Петербургские золотопромышленники», «Фотографические карточки петербургской жизни» (1865). Очерки военного быта издал в сборнике «Очерки кавалерийской жизни» (Санкт-Петербург, 1892). Собранный при подготовке «Истории л.-гв. Уланского Его Величества полка» (1876) материал использовал в исторической повести «Деды» (отдельные издания 1875, 1885, 1891). Очерки о русско-турецкой войне, публиковавшиеся в журнале «Русский вестник», вошли в книгу «Двадцать месяцев в действующей армии (1877—1878)» (т. 1—2, Санкт-Петербург, 1879).
Наиболее значительным произведением считается роман «Петербургские трущобы», написанный под влиянием и при поддержке Н. Г. Помяловского. Роман публиковался в журнале «Отечественные записки» (1864—1866), отрывки также в журнале «Эпоха» (1864), отдельным изданием вышел в 4 томах (1867) и выдержал несколько переизданий.
Антинигилистические романы «Панургово стадо» (опубликован в «Русском вестнике», 1869; отдельное издание Лейпциг, 1870) и «Две силы» (опубликован в «Русском вестнике», 1874) составили дилогию «Кровавый пуф. Хроника о новом Смутном времени Государства Российского» (т. 1—4, Санкт-Петербург, 1875).
Перу Крестовского также принадлежит роман-трилогия под условным названием «Жид идёт»: «Тьма египетская» («Русский вестник», 1888, отдельное издание 1889); «Тамара Бендавид» («Русский вестник», 1889—1890, отдельное издание 1890); «Торжество Ваала» (не закончен; «Русский вестник», 1891).

## «Петербургские трущобы»
В романе писатель одним из первых обратился к уголовной почве, социальному дну, и ярко показал это дно в самых разных его проявлениях, в том числе и в его связи с «верхами» тогдашнего русского общества. Этот роман о внешней изысканной жизни Петербурга и о его невидимой, но истинной, укрытой от посторонних глаз жизни создаёт социальный портрет всего российского общества. Современники зачитывались романом, находя в нём знакомые места и образы. Авантюрный сюжет, психологически и реалистически точные образы персонажей, знакомые места, где разворачивается действие, типичные зарисовки жизни разных слоев общества — всё это вызывало читательский интерес и повсеместное обсуждение.
И. С. Тургенев назвал роман «чепухой». Известный издатель и журналист А. С. Суворин иронически отметил «стенографизм» произведения. А В. Д. Немирович-Данченко, напротив, относился к большинству читателей, хваливших роман, особо подчеркивая динамичность действия. Н. С. Лесков считал этот роман «самым социалистическим романом на русском языке».
По свидетельству одного из современников Крестовского Ф. Н. Берга: «Несмотря на всё, что писалось против этого произведения, роман „Петербургские трущобы“ должен быть признан выдающимся по его общественному и художественному значению…». Очерковые главы романа (описание ночлежек, притонов, тюремных камер и публичных домов; роскошных домов аристократов и оргий богатых «прожигателей жизни») соединены фабульными линиями.
Роман считался одним из самых популярных в России во второй половине XIX века. В советское время переиздавался в 1930-е годы (М.-Л.: Academia, 1935—1937) и в 1990 году (М.: Правда; М.: Художественная литература; Л.: Художественная литература, Ленинградское отделение).
В 1990-е годы по мотивам книги был снят телесериал «Петербургские тайны», при этом сценаристы и режиссёры отошли от трагического сюжета романа, придав телесериалу хэппи-энд и социальную легковесность, полностью изменив многие характеры и поступки персонажей.

## Семья
- Дед — Василий Матвеевич Крестовский (1775—8.12.1850). Выпускник Первого кадетского корпуса и Военно-медицинский академии. В 1805 году в качестве врача участвовал в Аустерлицком сражении. Был женат на Прасковье Петровне (2.10.1788—24.05.1814[9]). Работал штатным врачом в Придворной больнице[10]. В 1822 году надворный советник. В 1824 году коллежский советник[11][11]. В 1837 году статский советник[12].
- Бабушка — Фёкла Анкудиновна Крестовская (ум. 3.12.1861). В 1841 году купила имение Русско-Высоцкое. Похоронена там в Церкви Николая Чудотворца рядом с Варварой Шац. По её завещанию в 1866 году был выстроен второй придел, освящённый во имя равноапостольной Фёклы. Строительством руководил архитектор Львов. После смерти Крестовской село перешло в наследство её родственнику Степану Дмитриевичу Вальватьеву.
- Отец — Владимир Васильевич Крестовский. В 1844 году штабс-капитан, проживал в 1 кв. придворного Госпиталя[13].
- Мать — Марфа Осиповна Крестовская (урожд. Товбич) (9.02.1819—20.02.1896[9]). В Санкт-Петербурге в 1868—91 гг. жила по адресу 11 рота Измайловского полка, д. 10, кв. 1[14][15]. В 1893-96 гг. жила на Шпалерной, д. 68, кв. 55[16][17][18][19].
- Брат — Леонид Владимирович Крестовский (16.04.1853—13 марта 1928)
- Брат — Александр Владимирович Крестовский (3.02.1877—30.04.1885[9])
- Сестра — Клеопатра Владимировна Майкова (ум. 22.03.1880[20])
- Первый брак
  - Жена — Варвара Дмитриевна Крестовская (Гринёва) (ум. 19 июля 1879[9]), актриса[21][22]
    - Дочь — Мария Всеволодовна Крестовская (1862—1910), писательница[21].
    - Дочь — Екатерина Всеволодовна Крестовская (р. 31.08.1867)[23]
- Второй брак
  - Жена — Евдокия Степановна Крестовская (урожд. Петрова, в первом браке Лагода) — дочь статского советника, вдова бывшего чиновника особых поручений при Туркестанском генерал-губернаторе[24].
  - Дети:
    - Владимир Всеволодович Крестовский (1888—1969), врач, организатор здравоохранения[21];
    - Василий Всеволодович Крестовский (1889—1914), художник[21];
    - Ольга Всеволодовна Крестовская (1891—1976), писательница (литературный псевдоним — «Ольга Йорк»)[21][22];
    - Игорь Всеволодович Крестовский (1893—1976), скульптор.

## Награды
Российские:
- Орден Св. Анны 3-й ст. с мечами и бантом (6 ноября 1877)
- Орден Св. Станислава 2-й ст. с мечами (17 марта 1878)
- Орден Св. Владимира 4-й ст. с мечами и бантом (22 августа 1879)
- Орден Св. Анны 2-й ст. (1881[26] или 1882[27])
- Орден Св. Владимира 3-й ст. (9 апреля 1891)
- Медаль «За усмирение польского мятежа»
- Медаль «В память русско-турецкой войны 1877—1878»
- Знак «За устройство гражданского управления в Болгарии 1877—1878—1879»
- Знак отличия Красного Креста

Иностранные:
- Румынский крест «За переход через Дунай» (1878)
- Сербский орден Таковского креста 4-й ст. (1878)[26]
- Черногорский орден князя Даниила I 3-й ст. (12 июня 1880)
- Японский орден Восходящего солнца 4-й ст. (7 июня 1881)
- Греческий орден Спасителя 4-й ст. (1881)[26]

## Адреса в Санкт-Петербурге
1868 — Большая Морская улица, д. 21, кв. 44
1893 — Мытнинская набережная, д. 11